# Raimundo Garcia de Portocarreiro
Raimundo Garcia de Portocarreiro (1100 -?) ou Reimão Garcia de Portocarreiro ou ainda Ramon Garcia de Portocarrero foi um Fidalgo de origem galega que passou a Portugal com o Conde D. Henrique. Raimundo Garcia de Portocarreiro é o fundador da família Portocarreiro em Portugal.
Deste Raimundo Garcia de Portocarreiro descende uma linhagem tida como das ilustres de Portugal, foi agraciada pelo conde de Portugal D. Henrique de Borgonha que lhe fez a doação do couto de Portocarreiro. Foi deste extenso senhorio que D. Raimundo tomou o nome de Portocarreiro. Segundo os historiadores este D. Raimundo era irmão de D. Monio Garcia (de Portocarreiro), que surge documentado como senhor da “quintã de Vilar”, quinta este que integrava a honra de Portocarreiro.
Essa propriedade de Vilar foi herdada pela descendência de D. Raimundo, pelo que tudo leva a querer com o irmão não teve filhos. 
Segundo a história eram filhos de D. Garcia Afonso e de D. Estevaínha Mendes, fidalgos asturianos. Este D. Garcia, era filho de D. Afonso Garcia, de outro D. Garcia Afonso, sendo que a este o rei D. Ordonho III de Leão vem chamar de primo numa doação que faz à Igreja de Santiago de Compostela no ano de 954. 
Entre os anos de 1129 e 1153, D. Raimundo Garcia de Portocarreiro aparece bem documentado e a fazer a confirmação de muitos documentos régios. Aparece também a fazer parte como membro concelho que então governava Portugal, onde é indicado como sendo de illos infançones qui erant in Porttucale.
Aparece também em documentação relacionada com uma questão levada a julgamento na cidade de Coimbra, corria o ano de 1153, questão esta sobre o Mosteiro de São Martinho de Soalhães, onde se reuniram como partes intervenientes D. Fernão Peres Cativo, D. Gonçalo Mendes de Sousa, o arcebispo da cidade de Braga, o bispo da cidade do Porto, o bispo da cidade de Lamego e o bispo da cidade de Viseu, além dos infanções D. Gonçalo Gonçalves, D. Raimundo Garcia de Portocarreiro, D. Sarracino Mendes Espina e por fim D. Gosendo Moniz.

## Relações familiares
Foi filho de Garcia Afonso ou também Garcia Afonso de Leão (Astúrias – Portugal?) e de Estevainha Mendes (Astúrias – Portugal?). Casou com  Gontinha Nunes de Azevedo  (1130 -?), filha de Nuno Pais de Azevedo, "o Vida" e de Gontinha Nunes, de quem teve:
1. Ouroana Reimão de Portocarreiro (1150 -?) casada com Henrique Fernandes Magro.
2. Dórdia Raimundo de Portocarreiro (1160 -?) casada com Rodrigo Anes de Penela (1175 -?).
3. Teresa, freira.
4. Elvira, freira.